# Église de l'Hodighitria à Mistra
L'église de l'Hodighitria, en grec moderne : Ναός Οδηγήτριας, « Vierge conductrice », est une église de la ville médiévale de Mistra en Laconie dans le Péloponnèse en Grèce. 
L'église fait partie du Monastère de Vrontohión  (en grec moderne : Βροντόχιον), elle est aussi nommée Aphendiko en grec moderne : Αφεντικό, « du Maître »

## Histoire
L'église a été construite au XIVe siècle par l'abbé Pacôme, dignitaire de l'église orthodoxe.
Elle a été bien préservée au cours des siècles. Sa restauration a commencé en 1938 sous la direction de Anastássios Orlándos.

## Description
Cette  église est en plan en croix à tris nefs avec une coupole à 8 fenêtres.

## Quelques vues de l'église

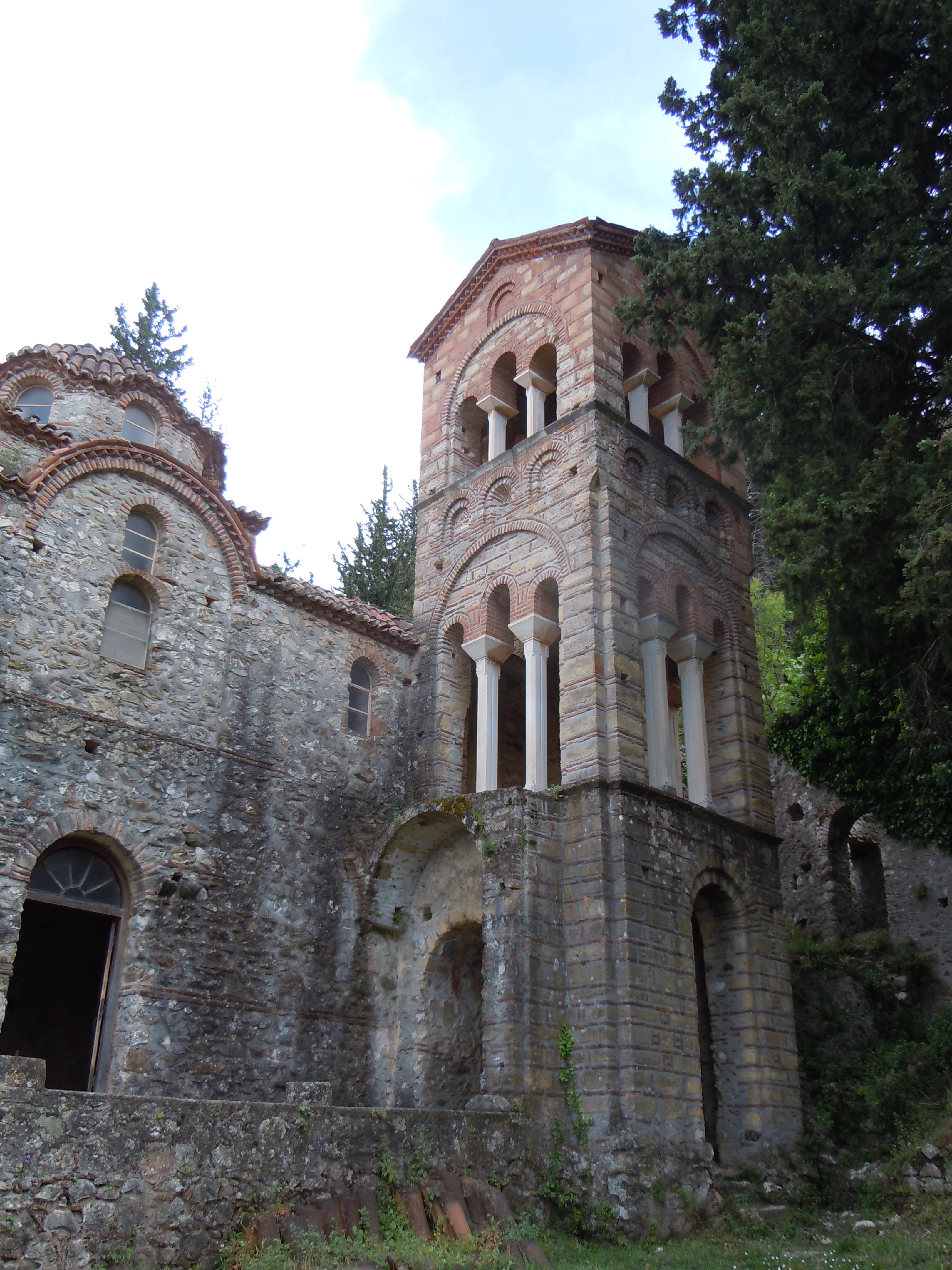
Clocher de l'église.
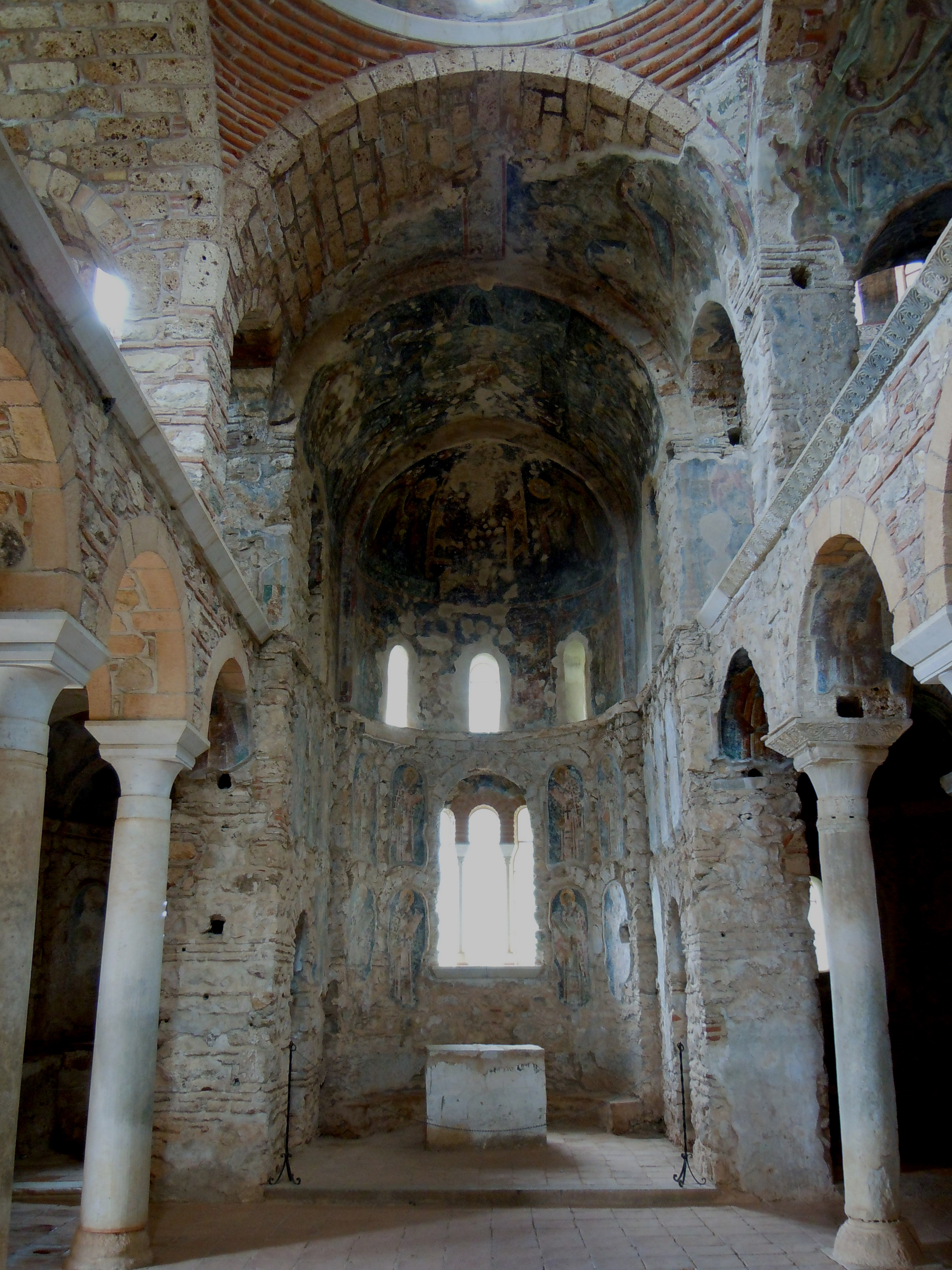
Nef et abside
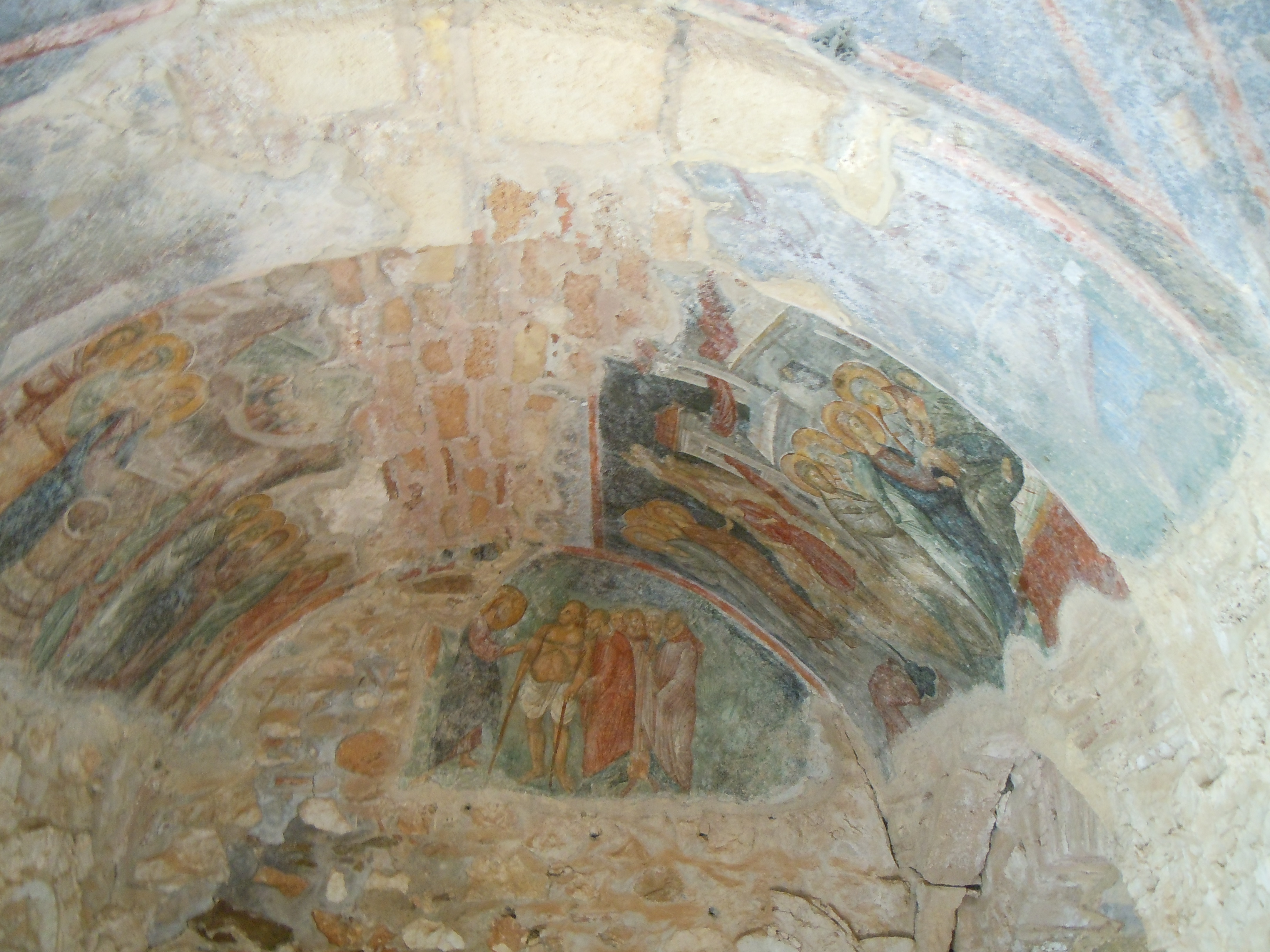
Fresques dans la chapelle nord du narthex
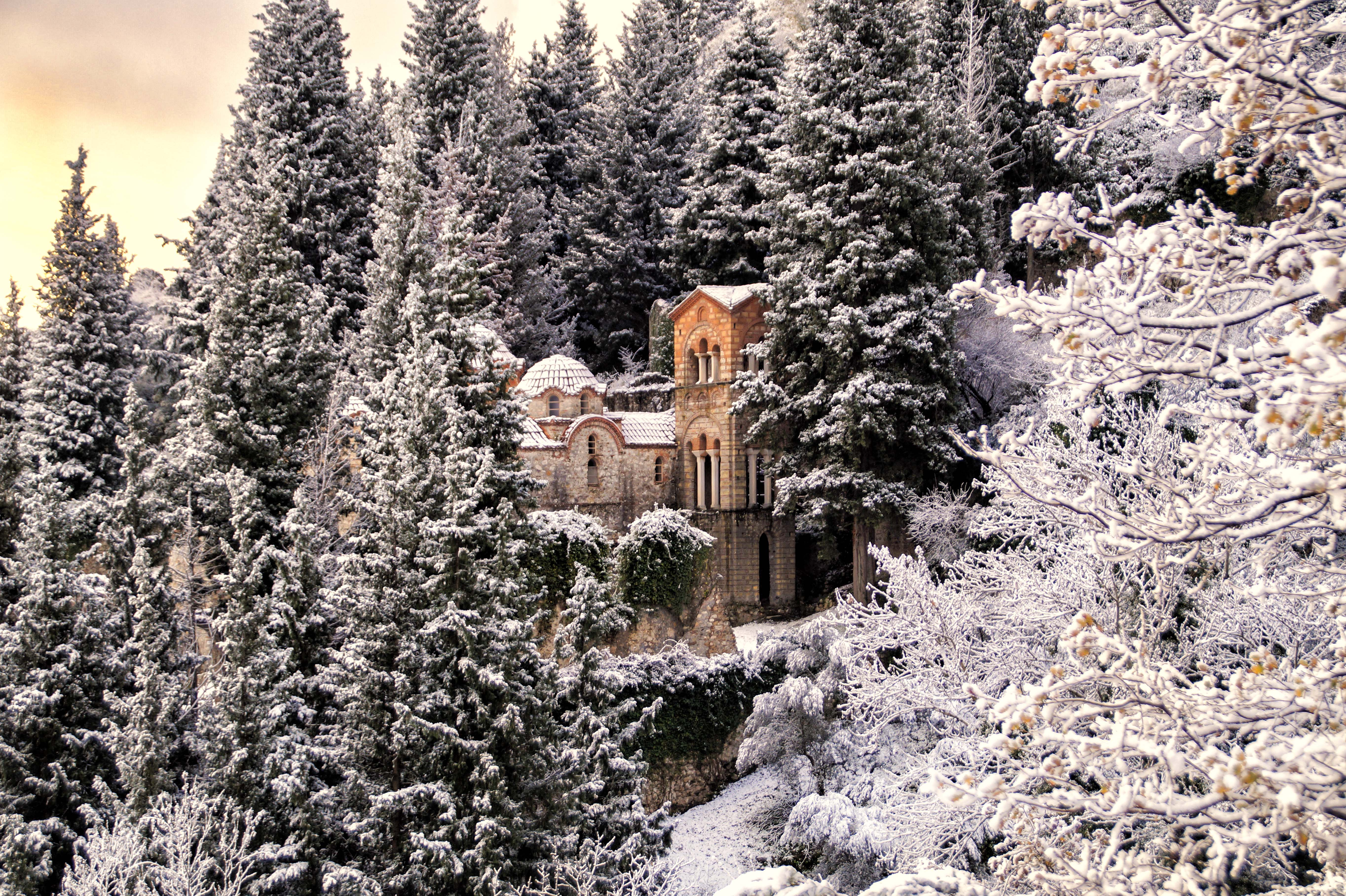
Église de l'Hodighitria à Mistra sous la neige. Janvier 2017.